# Burmalema shan
Genre
Espèce
Burmalema shan, unique représentant du genre Burmalema, est une espèce d'araignées aranéomorphes de la famille des Telemidae.

## Distribution
Cette espèce est endémique de l'État shan en Birmanie,. Elle se rencontre à Taunggyi dans une grotte.

## Description
Le mâle holotype mesure 1,53 mm et la femelle paratype 1,28 mm.

## Systématique et taxinomie
Cette espèce a été décrite par Zhao et Li en 2022.
Ce genre a été décrit par Zhao et Li en 2022 dans les Telemidae.

## Étymologie
Son nom d'espèce lui a été donné en référence au lieu de sa découverte, l'État shan.

## Publication originale
- Lin, Zhao, Koh & Li, 2022 : « Taxonomy notes on twenty-eight spider species (Arachnida: Araneae) from Asia. » Zoological Systematics, vol. 47, no 3, p. 198-270 (texte intégral).